# Hibiscus
Hibiscus L.,  ou hibisco, é um gênero de plantas com flor que agrupa cerca de 300 espécies, inserido na família das Malvaceae, com flores e folhas exuberantes. 

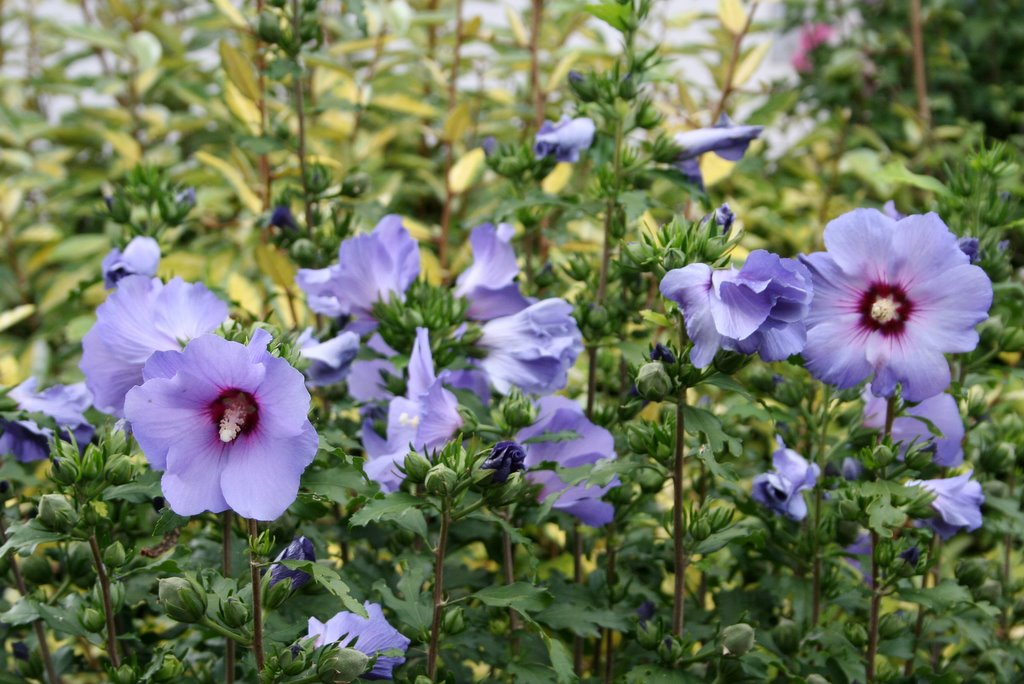
Hibiscus syriacus

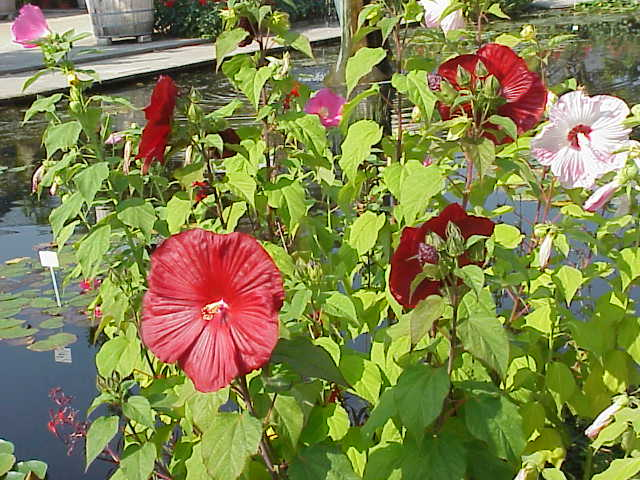
Hibiscus moscheutos

O cultivo dos exemplares do gênero, tanto ornamental como econômico, está disseminado nas regiões subtropicais e tropicais, cuidando para não sofrerem com geadas e temperaturas baixas constantes.

## Etimologia
"Hibiscus" significa "Ísis" (deusa egípcia) em grego.

## Sinonímia
| - Bombycidendron Zoll. & Moritzi - Bombycodendron Hassk. - Brockmania W. Fitzg. - Fioria Mattei | - Papuodendron C. T. White - Pariti Adans. - Talipariti Fryxell - Wilhelminia Hochr. |

## Espécies
O gênero Hibiscus possui 241 espécies reconhecidas atualmente.
- Hibiscus acapulcensis Fryxell
- Hibiscus acetosella Welw. ex Hiern
- Hibiscus acicularis Standl.
- Hibiscus aculeatus Walter
- Hibiscus adscensionis Fryxell & Krapov.
- Hibiscus allenii Sprague & Hutch.
- Hibiscus altissimus Hornby
- Hibiscus andongensis Hiern
- Hibiscus angolensis Exell
- Hibiscus antanossarum Baill.
- Hibiscus aponeurus Sprague & Hutch.
- Hibiscus aridicola J. Anthony
- Hibiscus aridus R.A. Dyer
- Hibiscus arnottianus A. Gray
- Hibiscus articulatus Hochst. ex A.Rich.
- Hibiscus asper Hook.f.
- Hibiscus austroyunnanensis C.Y. Wu & K.M. Feng
- Hibiscus barbosae Exell
- Hibiscus barnardii Exell
- Hibiscus benensis Fryxell & Krapov.
- Hibiscus benguellensis Exell & Mendonça
- Hibiscus berberidifolius A.Rich.
- Hibiscus bernieri Baill.
- Hibiscus bifurcatus Cav.
- Hibiscus biseptus S.Watson
- Hibiscus bojerianus Baill.
- Hibiscus borealis Hochr.
- Hibiscus brackenridgei A.Gray
- Hibiscus burtt-davyi Dunkley
- Hibiscus caerulescens Baill.
- Hibiscus caesius Garcke
- Hibiscus calyphyllus Cav.
- Hibiscus cameronii Knowles & Westcott
- Hibiscus cannabinus L.
- Hibiscus castroi Baker f. & Exell
- Hibiscus chapadensis Krapov. & Fryxell
- Hibiscus chloroclados Bojer
- Hibiscus citrinus Fryxell
- Hibiscus clayi O. Deg. & I. Deg.
- Hibiscus clypeatus L.
- Hibiscus coddii Exell
- Hibiscus colimensis Fryxell
- Hibiscus commixtus Fryxell & Krapov.
- Hibiscus comoensis A.Chev. ex Hutch. & Dalziel
- Hibiscus comorensis Baill.
- Hibiscus conceptionis Fryxell & Krapov.
- Hibiscus congestiflorus Hochr.
- Hibiscus costatus A.Rich.
- Hibiscus coulteri Harv. ex A. Gray
- Hibiscus cuanzensis Exell & Mendonça
- Hibiscus cucurbitaceus A. St.-Hil.
- Hibiscus dasycalyx S.F. Blake & Shiller
- Hibiscus denudatus Benth.
- Hibiscus dimidiatus Schrank
- Hibiscus dinteri Hochr.
- Hibiscus diplocrater Hochr.
- Hibiscus discolorifolius Hochr.
- Hibiscus discophorus Hochr.
- Hibiscus diversifolius Jacq.
- Hibiscus dongolensis Caill. ex Delile
- Hibiscus donianus D.Dietr.
- Hibiscus elatus Sw.
- Hibiscus elegans Standl.
- Hibiscus elliottiae Harv.
- Hibiscus ellisii Baker
- Hibiscus engleri K. Schum.
- Hibiscus erlangeri (Gürke) Thulin
- Hibiscus erodiifolius Hochr. & Humbert
- Hibiscus escobariae Fryxell
- Hibiscus exellii Baker f.
- Hibiscus ferreirae Fryxell & Krapov.
- Hibiscus ferrugineus Cav.
- Hibiscus ficalhoanus Exell & Mendonça
- Hibiscus flagelliformis A. St.-Hil.
- Hibiscus flavoroseus Baker f.
- Hibiscus fleckii Gürke
- Hibiscus fragrans Roxburgh
- Hibiscus fritzscheae Exell & Mendonça
- Hibiscus fugosioides Hiern
- Hibiscus furcellatus Desr.
- Hibiscus fuscus Garcke
- Hibiscus gilletii De Wild.
- Hibiscus gossweileri Sprague
- Hibiscus grandidieri Baill.
- Hibiscus grandiflorus Michx.
- Hibiscus grandistipulatus (Hochr.) Hochr.
- Hibiscus greveanus Baill.
- Hibiscus grewiifolius Hassk.
- Hibiscus guianensis Aubl.
- Hibiscus hamabo Siebold & Zucc.
- Hibiscus hasslerianus Hochr.
- Hibiscus henningsianus Gürke
- Hibiscus heterophyllus Vent.
- Hibiscus hispidissimus Griff.
- Hibiscus hongjinma Y.T. Chang
- Hibiscus huillensis Hiern
- Hibiscus hundtii Exell & Mendonça
- Hibiscus hybridus F. Dietr.
- Hibiscus immaculatus Roe
- Hibiscus incanus J.C. Wendl.
- Hibiscus indicus (Burm. f.) Hochr.
- Hibiscus integrifolius (Chapm.) Small
- Hibiscus isalensis Hochr. & Humbert
- Hibiscus jaliscensis Fryxell
- Hibiscus kahilii C.N. Forbes
- Hibiscus kirkii Mast.
- Hibiscus kitaibelifolius A. St.-Hil.
- Hibiscus kochii Fryxell
- Hibiscus kokio Hillebr. Ex Wawra
- Hibiscus labordei H. Lév.
- Hibiscus laevis All.
- Hibiscus lasiocarpos Cav.
- Hibiscus lasiococcus Baill.
- Hibiscus lavateroides Moric.
- Hibiscus laxiflorus A.St.-Hil.
- Hibiscus leviseminus M.G. Gilbert, Y. Tang & Dorr
- Hibiscus loandensis Hiern
- Hibiscus lobatus (Murray) Kuntze
- Hibiscus lonchosepalus Hochr.
- Hibiscus longifilus Fryxell
- Hibiscus longisepalus Hochr.
- Hibiscus ludwigii Eckl. & Zeyh.
- Hibiscus lunariifolius Willd.
- Hibiscus macrogonus Baill.
- Hibiscus macrophyllus Roxb. ex Hornem.
- Hibiscus maculatus Lam.
- Hibiscus malacospermus (Turcz.) E. Mey. ex Harv.
- Hibiscus mandrarensis Humbert ex Hochr.
- Hibiscus manuripiensis Krapov.
- Hibiscus marlothianus K. Schum.
- Hibiscus martianus Zucc.
- Hibiscus mastersianus Hiern
- Hibiscus mechowii Garcke
- Hibiscus meeusei Exell
- Hibiscus megistanthus Hochr.
- Hibiscus merxmuelleri Roessler
- Hibiscus micranthus L.f.
- Hibiscus microcarpus Garcke
- Hibiscus militaris Cav.
- Hibiscus moscheutos L.
- Hibiscus mossamedensis (Hiern) Exell & Mend.
- Hibiscus moxicoensis Baker f.
- Hibiscus multiformis A. St.-Hil.
- Hibiscus mutabilis L.
- Hibiscus mutatus N.E. Br.
- Hibiscus nelsonii Rose & Standl.
- Hibiscus newhousei Roe
- Hibiscus nigricaulis Baker f.
- Hibiscus noldeae Baker f.
- Hibiscus nummularifolius Baker
- Hibiscus oahuensis O.Deg. & I.Deg.
- Hibiscus obtusilobus Garcke
- Hibiscus oculiroseus Britton
- Hibiscus okavangensis Exell
- Hibiscus orbicularis Baill.
- Hibiscus ottoi Exell
- Hibiscus owariensis P.Beauv.
- Hibiscus pachycarpus Exell & Mendonça
- Hibiscus palmatifidus Baker
- Hibiscus palmatus Forssk.
- Hibiscus paludicola Fryxell & Krapov.
- Hibiscus palustris L.
- Hibiscus panduriformis Burm.f.
- Hibiscus paramutabilis L.H. Bailey
- Hibiscus partitus (Hochr.) F.D. Wilson
- Hibiscus pedunculatus L. f.
- Hibiscus peripteroides Fryxell
- Hibiscus peruvianus R.E.Fr.
- Hibiscus phanerandrus Baker
- Hibiscus phoeniceus Jacq.
- Hibiscus physaloides Guill. & Perr.
- Hibiscus platanifolius (Willd.) Sweet
- Hibiscus platycalyx Mast.
- Hibiscus poeppigii (Spreng.) Garcke
- Hibiscus pohlii Gürke
- Hibiscus praeteritus R.A.Dyer
- Hibiscus prunifolius F. Dietr.
- Hibiscus pruriosus Exell & Mendonça
- Hibiscus pseudohirtus Hochr.
- Hibiscus purpusii Brandegee
- Hibiscus pusillus Thunb.
- Hibiscus pycnostemon Hochr.
- Hibiscus radiatus Cav.
- Hibiscus rhabdotospermus Garcke
- Hibiscus rhodanthus Gürke
- Hibiscus ribifolius A. Gray
- Hibiscus rockii O.Deg. & I.Deg.
- Hibiscus roeatae H.St.John
- Hibiscus rosa-sinensis L.
- Hibiscus roseus Thore
- Hibiscus rostellatus Guill. & Perr.
- Hibiscus rubriflorus Baker f.
- Hibiscus rutenbergii Garcke
- Hibiscus sabdariffa L.
- Hibiscus sabiensis Exell
- Hibiscus saintjohnianus Roe
- Hibiscus saxatilis J.M. Wood & M.S. Evans
- Hibiscus schinzii Gürke
- Hibiscus schizopetalus (Dyer) Hook.f.
- Hibiscus scotellii Baker f.
- Hibiscus selesiensis Baker f.
- Hibiscus semilobatus Chapm.
- Hibiscus senegalensis Guillem
- Hibiscus shirensis Sprague & Hutch.
- Hibiscus sidiformis Baill.
- Hibiscus sinosyriacus L.H. Bailey
- Hibiscus sororius L.
- Hibiscus spiralis Cav.
- Hibiscus squamosus Hochr.
- Hibiscus stenophyllus Baker
- Hibiscus sterculiifolius (Guill. & Perr.) Steud.
- Hibiscus striatus Cav.
- Hibiscus suarezensis Baill.
- Hibiscus subdiversifolius Hochr.
- Hibiscus subreniformis Burtt Davy
- Hibiscus sulfuranthus Ulbr.
- Hibiscus surattensis L.
- Hibiscus syriacus L.
- Hibiscus taiwanensis S.Y. Hu
- Hibiscus tenorii Fryxell
- Hibiscus thespesianus Baill.
- Hibiscus tilliaceus L.
- Hibiscus tisserantii Baker f.
- Hibiscus trilineatus A. St.-Hil. & Naudin
- Hibiscus trilobus Aubl.
- Hibiscus trionum L.
- Hibiscus ula O.Deg. & I.Deg.
- Hibiscus uncinatus DC.
- Hibiscus uncinellus Moc. & Sessé ex DC.
- Hibiscus upingtoniae Gürke
- Hibiscus urticifolius A.St.-Hil. & Naudin
- Hibiscus varians Splitg. ex de Vriese
- Hibiscus verbasciformis Klotzsch ex Hochr.
- Hibiscus vilhenae Cavaco
- Hibiscus vitifolius L.
- Hibiscus waimeae A. Heller
- Hibiscus waterbergensis Exell
- Hibiscus whytei Stapf
- Hibiscus wilsonii Fryxell
- Hibiscus yunnanensis S.Y. Hu
- Hibiscus zygomorphus Fryxell & S.D. Koch

## Hibiscus em Portugal
Em Portugal este género está representado por 2 espécies, presentes em Portugal Continental, a primeira nativa, a segunda introduzida:
- Hibiscus palustris L.
- Hibiscus trionum L.

## Classificação do gênero
| Sistema | Classificação                        | Referência               |
| ------- | ------------------------------------ | ------------------------ |
| Linné   | Classe Monadelphia, ordem Polyandria | Species plantarum (1753) |